# Lijst van beschermd erfgoed in Couvin
Onderstaande tabel geeft een overzicht van de beschermde erfgoederen in de gemeente Couvin. Het beschermd erfgoed maakt onderdeel uit van het cultureel erfgoed in België.
| Object | Bouwjaar/architect | Deelgemeente     | Adres                     | Coördinaten                   | Nummer?                | Afbeelding |
| --- | ------------------ | ---------------- | ------------------------- | ----------------------------- | ---------------------- | --- |
| Ensemble van de rotsen "de la Falaise" |                    | Couvin           |                           | 50° 3' 5" NB, 4° 29' 45" OL   | 93014-CLT-0001-01 Info | Ensemble van de rotsen "de la Falaise" |
| Valse deur (gevels, daken en passage), de huis van Frère Récollet (gevels, daken en de belangrijkste bekleding uitgezonderd de serre en de aanbouw uit de 20e eeuw, lage pavillon (daken en gevels), hoge pavillon (gevels en daken), aangrenzende muren en grenzend aan de oude begraafplaats van Récollectines, muren rond percelen 187b en 189 |                    | Couvin           | rue de la Montagne        | 50° 3' 4" NB, 4° 29' 50" OL   | 93014-CLT-0002-01 Info | Valse deur (gevels, daken en passage), de huis van Frère Récollet (gevels, daken en de belangrijkste bekleding uitgezonderd de serre en de aanbouw uit de 20e eeuw, lage pavillon (daken en gevels), hoge pavillon (gevels en daken), aangrenzende muren en grenzend aan de oude begraafplaats van Récollectines, muren rond percelen 187b en 189 |
| Boerderij |                    | Cul-des-Sarts    | rue Grande, n°48          | 49° 57' 24" NB, 4° 27' 6" OL  | 93014-CLT-0003-01 Info | |
| Toren van de kerk Saint-Georges |                    | Gonrieux         | Place des combattants     | 50° 2' 9" NB, 4° 25' 34" OL   | 93014-CLT-0006-01 Info | Toren van de kerk Saint-Georges |
| Centrale plein ('Grand Place') van Mariembourg |                    | Mariembourg      |                           | 50° 5' 42" NB, 4° 31' 16" OL  | 93014-CLT-0007-01 Info | Centrale plein ('Grand Place') van Mariembourg |
| Toren van het oude kasteel van Petigny |                    | Petigny          | rue Chéreulle n°s 10-16   | 50° 3' 31" NB, 4° 32' 3" OL   | 93014-CLT-0008-01 Info | Toren van het oude kasteel van Petigny |
| Kapel Notre-Dame de Messines en ensemble van de kapel, de kerk Saint-Marguerite, de eik en omgeving |                    | Presgaux         |                           | 50° 1' 29" NB, 4° 25' 10" OL  | 93014-CLT-0009-01 Info | Kapel Notre-Dame de Messines en ensemble van de kapel, de kerk Saint-Marguerite, de eik en omgeving |
| Moeras ter plaatse van "Les Marais" |                    | Cul-des-Sarts    |                           | 49° 57' 31" NB, 4° 27' 32" OL | 93014-CLT-0010-01 Info | |
| Kapel Notre-Dame de la Bonne Pensée en het ensemble van de kapel en diens omgeving |                    | Pesche           | rue Maurice Simon         | 50° 2' 45" NB, 4° 28' 4" OL   | 93014-CLT-0011-01 Info | Kapel Notre-Dame de la Bonne Pensée en het ensemble van de kapel en diens omgeving |
| Twee kapellen aan de weg rue des Calvaires, en het ensemble van de gebouwen en de plaats om hen heen |                    | Couvin           | rue des Calvaires         | 50° 3' 1" NB, 4° 30' 6" OL    | 93014-CLT-0012-01 Info | Twee kapellen aan de weg rue des Calvaires, en het ensemble van de gebouwen en de plaats om hen heen |
| Oud baljuwhuis: gevels en daken |                    | Pesche           | Place Saint-Hubert, 2     | 50° 2' 34" NB, 4° 27' 29" OL  | 93014-CLT-0013-01 Info | Oud baljuwhuis: gevels en daken |
| Ensemble van de begraafplaats en de kastanjeboom gelegen aan de kop van de kerk van Saint-Quentin |                    | Dailly           | rue de l'église           | 50° 3' 28" NB, 4° 26' 8" OL   | 93014-CLT-0014-01 Info | Ensemble van de begraafplaats en de kastanjeboom gelegen aan de kop van de kerk van Saint-Quentin |
| Kapel Notre-Dame de la Brouffe |                    | Mariembourg      |                           | 50° 5' 32" NB, 4° 30' 45" OL  | 93014-CLT-0015-01 Info | |
| Kerk Saint-Lambert en het ensemble van het gebouw en diens omgeving |                    | Aublain          | Place Saint-Lambert       | 50° 4' 1" NB, 4° 24' 32" OL   | 93014-CLT-0016-01 Info | |
| Pastorie en het ensemble van het gebouw en diens omgeving |                    | Aublain          | rue du Culot n°112        | 50° 3' 58" NB, 4° 24' 32" OL  | 93014-CLT-0017-01 Info | |
| Boerderij Walkens: gevels en daken |                    | Couvin           | faubourg de la Ville n°7  | 50° 3' 9" NB, 4° 29' 52" OL   | 93014-CLT-0018-01 Info | Boerderij Walkens: gevels en daken |
| Kasteel van Boussu-en-Fagne, toren van de 16e eeuw (gevels en daken) en deel van het hoofdgebouw waaronder de portiek van de entree, de binnenplaats, bijgebouwen uit 1748, inclusief de duiventoren, de toegangsbrug, slotgracht en de omliggende muur en het ensemble van het kasteel en het park                                               |                    | Boussu-en-Fagnes | rue de la Station n°8     | 50° 4' 37" NB, 4° 28' 13" OL  | 93014-CLT-0019-01 Info | Kasteel van Boussu-en-Fagne, toren van de 16e eeuw (gevels en daken) en deel van het hoofdgebouw waaronder de portiek van de entree, de binnenplaats, bijgebouwen uit 1748, inclusief de duiventoren, de toegangsbrug, slotgracht en de omliggende muur en het ensemble van het kasteel en het park                                               |
| Brug van Baty, banken, lindebomen en omliggende terreinen |                    | Petigny          |                           | 50° 3' 37" NB, 4° 31' 50" OL  | 93014-CLT-0020-01 Info | Brug van Baty, banken, lindebomen en omliggende terreinen |
| Herenhuis van Motte: gevels en daken en het ensemble van het gebouw en de omliggende terreinen |                    | Boussu-en-Fagnes | rue de la Motte, n°15     | 50° 4' 44" NB, 4° 28' 29" OL  | 93014-CLT-0021-01 Info | Herenhuis van Motte: gevels en daken en het ensemble van het gebouw en de omliggende terreinen |
| Kasteel van Tromcourt: gevels en daken, uitgezonderd het gebouw grenzend aan het westen van het huis, en het ensemble van het kasteel en zijn omgeving |                    |                  | Hameau de Géronsart, 15   | 50° 5' 59" NB, 4° 29' 32" OL  | 93014-CLT-0022-01 Info | Kasteel van Tromcourt: gevels en daken, uitgezonderd het gebouw grenzend aan het westen van het huis, en het ensemble van het kasteel en zijn omgeving |
| Boerderij van Forge: gevels en daken, uitgezonderd de oude stallen aan de achterzijde van de westvleugel en de stallen aan de noordkant ingeklemd tussen twee bestaande gebouwen, de buitenmuur van de noordelijke stal, vrijstaande schuur in het oosten, en het ensemble van de boerderij en de omliggende terreinen                            |                    | Boussu-en-Fagnes | chemin Fosset n°1         | 50° 4' 47" NB, 4° 27' 31" OL  | 93014-CLT-0023-01 Info | |
| Kasteel Saint-Roch: gevels en daken, exclusief bijlagen, boerderij Saint-Roch (gevels en daken) met uitzondering van loodsen, stallen (gevels en daken), ruïnes van de oprit naar de oude verdwenen oven, de brug-dam op de Eau Noire met zijn gietijzeren borstwering, en het ensemble van deze gebouwen en het park van Saint-Roch              |                    | Couvin           | route de Frasnes n°s 6-16 | 50° 3' 42" NB, 4° 29' 47" OL  | 93014-CLT-0024-01 Info | |
| Centrum van Brûly-de-Pesche, met weide en tuinen rond de belangrijkste gebouwen, namelijk de kerk Saint-Méen en het kerkhof, de oude pastorie, de voormalige school en aanbouw en de linde |                    | Brûly-de-Pesche  |                           | 50° 0' 7" NB, 4° 27' 24" OL   | 93014-CLT-0026-01 Info | Centrum van Brûly-de-Pesche, met weide en tuinen rond de belangrijkste gebouwen, namelijk de kerk Saint-Méen en het kerkhof, de oude pastorie, de voormalige school en aanbouw en de linde |
| Stoomlocomotief type EX26 |                    |                  |                           | 50° 5' 32" NB, 4° 31' 49" OL  | 93014-CLT-0027-01 Info | |
| Kiosk en een beschermingszone beperkt tot de publieke ruimte |                    | Le Brûly         | place Ch. Claes           | 49° 58' 7" NB, 4° 31' 40" OL  | 93014-CLT-0028-01 Info | |
| Gevels, daken, bekleding, kelders en interieurconstructies van de voormalige hal van Couvin |                    | Couvin           | Grand Place               | 50° 3' 6" NB, 4° 29' 49" OL   | 93014-CLT-0029-01 Info | Gevels, daken, bekleding, kelders en interieurconstructies van de voormalige hal van Couvin |
| Gevels, daken en interieur van "Maison du Concierge" aangrenzend aan de hal van Couvin |                    | Couvin           | Grand Place               | 50° 3' 7" NB, 4° 29' 49" OL   | 93014-CLT-0030-01 Info | |
| De site van het gat van Abîme met inbegrip van het ensemble van de rotsen van "de la Falaise" |                    | Couvin           |                           | 50° 3' 0" NB, 4° 29' 54" OL   | 93014-PEX-0001-01 Info | De site van het gat van Abîme met inbegrip van het ensemble van de rotsen van "de la Falaise" |